# 锐齿革叶鼠李
锐齿革叶鼠李（学名：Rhamnus coriophylla var. acutidens）为鼠李科鼠李属下的一个变种。

## 扩展阅读
- 維基物種上的相關：锐齿革叶鼠李